# Клан Грей
Клан Грей (шотл. — Clan Gray) — один з кланів рівнинної частини Шотландії — Лоуленду. На сьогодні клан не має визнаного герольдами Шотландії вождя, тому називається «кланом зброєносців».
Гасло клану: Anchor Fast Anchor — Якір, швидко, якір!

## Історія клану Грей
Вважається, що назва клану Грей має нормандське походження. Можливо, назва походить від міста Грей, що в землі Верня Сона, Франція. Вперше клан Грей згадується в історичних документах у 1248 році — лицар Уго де Грей згадується в грамоті, що була надана Волтеру де Лундін щодо земельних володінь. Джон Грей згадується в грамоті мера Бервіка щодо передачі землі лікарні Солтр (шотл. — Soltre) десь у 1250—1266 роках.
Після завоювання Шотландії королем Англії Едвардом І в документах 1296 року щодо присяги англійському королю та сплаті йому данини згадується Генрі Грей Файф, а також Х'ю Грей (шотл. — Huwe Grey).
Джон Грей жив в Крайл в 1327 році. Вільям Грей згадується в грамотах наданих Мюріел — вдові Вільяма де Роу (1333—1363).
Джон Грей Броксмот згадується в грамотах щодо земель Крайгі, що належали Ле Мейрну у 1357 році. Іббот Грей був орендатором земель Молайн у 1376 році.
Багато вождів шотландських кланів після англійського завоювання Шотландії у 1296 році присягнули на вірність королю Англії Едуарду І Довгоногому і підписали присягу — так званий документ «Рагман Роллс». Але потім вони приєдналися до повстання за незалежність Шотландії, яке очолював спочатку Вільям Воллес, а потім Роберт Брюс. За вірну службу король Шотландії Роберт І Брюс нагородив вождя клану Грей землями, в тому числі землями Лонгфорган Тайсайд.
У 1950 році лорд Лева заборонив застосовувати подвійні прізвища вождям шотландських кланів. Тобто було заборонено бути вождем двох шотландських кланів одночасно. У той час вождем клану Грей був Ангус Діармід Ян Кемпбелл-Грей — ХХ вождь клану Грей. З того часу клан не має визнаного герольдами Шотландії вождя.